# Педро де Аррієта
Педро де Арріє́та (ісп. Pedro de Arrieta; дата народження невідома, Іспанія — 15 грудня 1738, Мехіко) — мексиканський архітектор, представник бароко XVIII століття.

## Біографія
Народився в XVII столітті в Іспанії. З 1691 року — архітектор Мехіко, з 1694 року — архітектор інквізиції, з 1720 року — головний майстер собору в Мехіко.
Помер в Мехіко 15 грудня 1738 року.

## Галерея
|                              |
| Колегіальна церква Гваделупи |

|                |
| Храм Проклятих |

|                             |
| Колишній храм Корпус-Крісті |

|                              |
| Парафія Сан-Мігель-Аркангель |

|                    |
| Храм Санто-Домінго |

|                  |
| Палац інквізиції |

|                            |
| Храм Санта-Терези-ла-Нуева |

|                 |
| Каплиця Анімаса |

|                        |
| Міст Сан-Хуан-дель-Ріо |

|                      |
| Церква Успіння Апана |